# Municipio de Harrison (condado de Elkhart)
El municipio de Harrison (en inglés: Harrison Township) es un municipio ubicado en el condado de Elkhart en el estado estadounidense de Indiana. En el año 2010 tenía una población de 4435 habitantes y una densidad poblacional de 47,87 personas por km².

## Geografía
El municipio de Harrison se encuentra ubicado en las coordenadas 41°33′30″N 85°56′5″O / 41.55833, -85.93472. Según la Oficina del Censo de los Estados Unidos, el municipio tiene una superficie total de 92.64 km², de la cual 92,56 km² corresponden a tierra firme y (0,09 %) 0,08 km² es agua.

## Demografía
Según el censo de 2010, había 4435 personas residiendo en el municipio de Harrison. La densidad de población era de 47,87 hab./km². De los 4435 habitantes, el municipio de Harrison estaba compuesto por el 87,96 % blancos, el 7,87 % eran afroamericanos, el 0,18 % eran amerindios, el 0,41 % eran asiáticos, el 2,5 % eran de otras razas y el 1,08 % eran de una mezcla de razas. Del total de la población el 7,42 % eran hispanos o latinos de cualquier raza.